# Tour du Danemark 2024
 (février 2025).
La 32e édition du Tour du Danemark a lieu du 14 au 18 août 2024 entre Aalborg et Elseneur. La course fait partie du calendrier UCI ProSeries 2024 en catégorie 2.Pro.

## Équipes
20 équipes participent à ce Tour du Danemark - 3 WorldTeams, 9 équipes continentales professionnelles, 7 équipes continentales et 1 équipe nationale :
| WorldTeams (3)- Alpecin-Deceuninck - Team dsm-firmenich PostNL - UAE Team Emirates ProTeams (9)- Bingoal WB - Team Flanders-Baloise - Lotto Dstny - Team Novo Nordisk - Q36.5 Pro Cycling Team - TDT-Unibet - Tudor Pro Cycling Team - Uno-X Mobility - VF Group-Bardiani CSF-Faizané Équipes continentales (7)- Airtox-Carl Ras - BHS-PL Beton Bornholm - ColoQuick - Team Coop-Repsol - Lidl-Trek Future Racing - Mazowsze Serce Polski - Parkhotel Valkenburg Équipe nationale- Danemark |
| |

## Étapes
| Étape     | Date    | Villes étapes           | type                         | Distance (km) | Dénivelé (m) | Vainqueur d'étape         | Leader du classement général |
| --------- | ------- | ----------------------- | ---------------------------- | ------------- | ------------ | ------------------------- | ---------------------------- |
| 1re étape | 14 août | Holstebro – Holstebro   | contre-la-montre par équipes | 13,7          | 61 m         | Team dsm-firmenich PostNL | Tobias Lund Andresen         |
| 2e étape  | 15 août | Ringkøbing – Vejle      | étape vallonnée              | 231,3         | 2 000 m      | Magnus Cort Nielsen       | Arnaud De Lie                |
| 3e étape  | 16 août | Kolding – Haderslev     | étape de plaine              | 156,1         | 1 300 m      | Tobias Lund Andresen      | Arnaud De Lie                |
| 4e étape  | 17 août | Store Heddinge – Holbæk | étape de plaine              | 177,7         | 1 200 m      | Jelte Krijnsen            | Arnaud De Lie                |
| 5e étape  | 18 août | Roskilde – Bagsværd     | étape de plaine              | 157,5         | 900 m        | Tobias Lund Andresen      | Arnaud De Lie                |

## Déroulement de la course

### 1reétape
| \| Classement de l'étape \| Classement de l'étape \| Classement de l'étape \| Classement de l'étape \| Classement de l'étape \| Classement de l'étape \| \| Équipe \| Équipe \| Pays \| Temps \| Écart de temps \| Vitesse moy. \| \| --------------------- \| ------------------------- \| --------------------- \| --------------------- \| --------------------- \| --------------------- \| \| 1re \| Team dsm-firmenich PostNL \| Pays-Bas \| 14 min 31 s \| \| 56.625 km/h \| \| 2e \| UAE Team Emirates \| Émirats arabes unis \| 14 min 31 s \| + 0 s \| 56.625 km/h \| \| 3e \| Lotto Dstny \| Belgique \| \| + 3 s \| 56.430 km/h \| \| 4e \| Danemark \| Danemark \| \| + 5 s \| \| \| 5e \| ColoQuick \| Danemark \| \| + 6 s \| \| \| 6e \| Uno-X Mobility \| Norvège \| \| + 7 s \| \| \| 7e \| Q36.5 Pro Cycling Team \| Suisse \| \| + 14 s \| \| \| 8e \| Airtox-Carl Ras \| Danemark \| \| + 16 s \| \| \| 9e \| TDT-Unibet \| Pays-Bas \| \| + 17 s \| \| \| 10e \| Team Flanders-Baloise \| Belgique \| \| + 18 s \| \| |                           |                     |             |                |              |
| |                           |                     |             |                |              |
| Sources : ProCyclingStats Cycling Quotient |                           |                     |             |                |              |
| Classement de l'étape |                           |                     |             |                |              |
| Équipe | Équipe                    | Pays                | Temps       | Écart de temps | Vitesse moy. |
| 1re | Team dsm-firmenich PostNL | Pays-Bas            | 14 min 31 s |                | 56.625 km/h  |
| 2e | UAE Team Emirates         | Émirats arabes unis | 14 min 31 s | + 0 s          | 56.625 km/h  |
| 3e | Lotto Dstny               | Belgique            |             | + 3 s          | 56.430 km/h  |
| 4e | Danemark                  | Danemark            |             | + 5 s          |              |
| 5e | ColoQuick                 | Danemark            |             | + 6 s          |              |
| 6e | Uno-X Mobility            | Norvège             |             | + 7 s          |              |
| 7e | Q36.5 Pro Cycling Team    | Suisse              |             | + 14 s         |              |
| 8e | Airtox-Carl Ras           | Danemark            |             | + 16 s         |              |
| 9e | TDT-Unibet                | Pays-Bas            |             | + 17 s         |              |
| 10e | Team Flanders-Baloise     | Belgique            |             | + 18 s         |              |

| \| Classement général \| Classement général \| Classement général \| Classement général \| Classement général \| \| Coureur \| Coureur \| Pays \| Équipe \| Temps \| \| ------------------ \| -------------------- \| ------------------ \| ------------------------- \| ------------------ \| \| 1er \| Tobias Lund Andresen \| Danemark \| Team dsm-firmenich PostNL \| 14 min 31 s \| \| 2e \| Johan Dorussen \| Pays-Bas \| Team dsm-firmenich PostNL \| + 0 s \| \| 3e \| Ivo Oliveira \| Portugal \| UAE Team Emirates \| + 0 s \| \| 4e \| Frank van den Broek \| Pays-Bas \| Team dsm-firmenich PostNL \| + 0 s \| \| 5e \| Finn Fisher-Black \| Nouvelle-Zélande \| UAE Team Emirates \| + 1 s \| \| 6e \| Mikkel Bjerg \| Danemark \| UAE Team Emirates \| + 1 s \| \| 7e \| Sjoerd Bax \| Pays-Bas \| UAE Team Emirates \| + 1 s \| \| 8e \| Jenno Berckmoes \| Belgique \| Lotto Dstny \| + 3 s \| \| 9e \| Jasper De Buyst \| Belgique \| Lotto Dstny \| + 3 s \| \| 10e \| Arnaud De Lie \| Belgique \| Lotto Dstny \| + 3 s \| |                      |                  |                           |             |
| |                      |                  |                           |             |
| Sources : ProCyclingStats Cycling Quotient |                      |                  |                           |             |
| Classement général |                      |                  |                           |             |
| Coureur | Coureur              | Pays             | Équipe                    | Temps       |
| 1er | Tobias Lund Andresen | Danemark         | Team dsm-firmenich PostNL | 14 min 31 s |
| 2e | Johan Dorussen       | Pays-Bas         | Team dsm-firmenich PostNL | + 0 s       |
| 3e | Ivo Oliveira         | Portugal         | UAE Team Emirates         | + 0 s       |
| 4e | Frank van den Broek  | Pays-Bas         | Team dsm-firmenich PostNL | + 0 s       |
| 5e | Finn Fisher-Black    | Nouvelle-Zélande | UAE Team Emirates         | + 1 s       |
| 6e | Mikkel Bjerg         | Danemark         | UAE Team Emirates         | + 1 s       |
| 7e | Sjoerd Bax           | Pays-Bas         | UAE Team Emirates         | + 1 s       |
| 8e | Jenno Berckmoes      | Belgique         | Lotto Dstny               | + 3 s       |
| 9e | Jasper De Buyst      | Belgique         | Lotto Dstny               | + 3 s       |
| 10e | Arnaud De Lie        | Belgique         | Lotto Dstny               | + 3 s       |

### 2eétape
| \| Classement de l'étape \| Classement de l'étape \| Classement de l'étape \| Classement de l'étape \| Classement de l'étape \| \| Coureur \| Coureur \| Pays \| Équipe \| Temps \| \| --------------------- \| --------------------- \| --------------------- \| ------------------------- \| --------------------- \| \| 1er \| Magnus Cort Nielsen \| Danemark \| Uno-X Mobility \| 5 h 17 min 10 s \| \| 2e \| Arnaud De Lie \| Belgique \| Lotto Dstny \| + 0 s \| \| 3e \| Søren Kragh Andersen \| Danemark \| Alpecin-Deceuninck \| + 4 s \| \| 4e \| Anders Foldager \| Danemark \| Danemark \| + 10 s \| \| 5e \| Michael Gogl \| Autriche \| Alpecin-Deceuninck \| + 18 s \| \| 6e \| Sean Flynn \| Royaume-Uni \| Team dsm-firmenich PostNL \| + 18 s \| \| 7e \| Jenno Berckmoes \| Belgique \| Lotto Dstny \| + 27 s \| \| 8e \| Matteo Trentin \| Italie \| Tudor Pro Cycling Team \| + 31 s \| \| 9e \| Frank van den Broek \| Pays-Bas \| Team dsm-firmenich PostNL \| + 31 s \| \| 10e \| Jelle Johannink \| Pays-Bas \| TDT-Unibet \| + 57 s \| |                      |             |                           |                 |
| |                      |             |                           |                 |
| Sources : ProCyclingStats Cycling Quotient |                      |             |                           |                 |
| Classement de l'étape |                      |             |                           |                 |
| Coureur | Coureur              | Pays        | Équipe                    | Temps           |
| 1er | Magnus Cort Nielsen  | Danemark    | Uno-X Mobility            | 5 h 17 min 10 s |
| 2e | Arnaud De Lie        | Belgique    | Lotto Dstny               | + 0 s           |
| 3e | Søren Kragh Andersen | Danemark    | Alpecin-Deceuninck        | + 4 s           |
| 4e | Anders Foldager      | Danemark    | Danemark                  | + 10 s          |
| 5e | Michael Gogl         | Autriche    | Alpecin-Deceuninck        | + 18 s          |
| 6e | Sean Flynn           | Royaume-Uni | Team dsm-firmenich PostNL | + 18 s          |
| 7e | Jenno Berckmoes      | Belgique    | Lotto Dstny               | + 27 s          |
| 8e | Matteo Trentin       | Italie      | Tudor Pro Cycling Team    | + 31 s          |
| 9e | Frank van den Broek  | Pays-Bas    | Team dsm-firmenich PostNL | + 31 s          |
| 10e | Jelle Johannink      | Pays-Bas    | TDT-Unibet                | + 57 s          |

| \| Classement général \| Classement général \| Classement général \| Classement général \| Classement général \| \| Coureur \| Coureur \| Pays \| Équipe \| Temps \| \| ------------------ \| -------------------- \| ------------------ \| ------------------------- \| ------------------ \| \| 1er \| Arnaud De Lie \| Belgique \| Lotto Dstny \| 5 h 31 min 38 s \| \| 2e \| Magnus Cort Nielsen \| Danemark \| Uno-X Mobility \| + 0 s \| \| 3e \| Anders Foldager \| Danemark \| Danemark \| + 18 s \| \| 4e \| Søren Kragh Andersen \| Danemark \| Alpecin-Deceuninck \| + 24 s \| \| 5e \| Jenno Berckmoes \| Belgique \| Lotto Dstny \| + 33 s \| \| 6e \| Frank van den Broek \| Pays-Bas \| Team dsm-firmenich PostNL \| + 34 s \| \| 7e \| Michael Gogl \| Autriche \| Alpecin-Deceuninck \| + 42 s \| \| 8e \| Matteo Trentin \| Italie \| Tudor Pro Cycling Team \| + 54 s \| \| 9e \| Sean Flynn \| Royaume-Uni \| Team dsm-firmenich PostNL \| + 57 s \| \| 10e \| Mikkel Bjerg \| Danemark \| UAE Team Emirates \| + 1 min 05 s \| |                      |             |                           |                 |
| |                      |             |                           |                 |
| Sources : ProCyclingStats Cycling Quotient |                      |             |                           |                 |
| Classement général |                      |             |                           |                 |
| Coureur | Coureur              | Pays        | Équipe                    | Temps           |
| 1er | Arnaud De Lie        | Belgique    | Lotto Dstny               | 5 h 31 min 38 s |
| 2e | Magnus Cort Nielsen  | Danemark    | Uno-X Mobility            | + 0 s           |
| 3e | Anders Foldager      | Danemark    | Danemark                  | + 18 s          |
| 4e | Søren Kragh Andersen | Danemark    | Alpecin-Deceuninck        | + 24 s          |
| 5e | Jenno Berckmoes      | Belgique    | Lotto Dstny               | + 33 s          |
| 6e | Frank van den Broek  | Pays-Bas    | Team dsm-firmenich PostNL | + 34 s          |
| 7e | Michael Gogl         | Autriche    | Alpecin-Deceuninck        | + 42 s          |
| 8e | Matteo Trentin       | Italie      | Tudor Pro Cycling Team    | + 54 s          |
| 9e | Sean Flynn           | Royaume-Uni | Team dsm-firmenich PostNL | + 57 s          |
| 10e | Mikkel Bjerg         | Danemark    | UAE Team Emirates         | + 1 min 05 s    |

### 3eétape
| \| Classement de l'étape \| Classement de l'étape \| Classement de l'étape \| Classement de l'étape \| Classement de l'étape \| \| Coureur \| Coureur \| Pays \| Équipe \| Temps \| \| --------------------- \| --------------------- \| --------------------- \| ------------------------- \| --------------------- \| \| 1er \| Tobias Lund Andresen \| Danemark \| Team dsm-firmenich PostNL \| 3 h 16 min 59 s \| \| 2e \| Arnaud De Lie \| Belgique \| Lotto Dstny \| + 0 s \| \| 3e \| Magnus Cort Nielsen \| Danemark \| Uno-X Mobility \| + 0 s \| \| 4e \| Matteo Trentin \| Italie \| Tudor Pro Cycling Team \| + 0 s \| \| 5e \| Jelte Krijnsen \| Pays-Bas \| Q36.5 Pro Cycling Team \| + 0 s \| \| 6e \| Nicolò Parisini \| Italie \| Q36.5 Pro Cycling Team \| + 0 s \| \| 7e \| Søren Kragh Andersen \| Danemark \| Alpecin-Deceuninck \| + 0 s \| \| 8e \| Rui Oliveira \| Portugal \| UAE Team Emirates \| + 0 s \| \| 9e \| Aaron Van Poucke \| Belgique \| Team Flanders-Baloise \| + 0 s \| \| 10e \| Sean Flynn \| Royaume-Uni \| Team dsm-firmenich PostNL \| + 0 s \| |                      |             |                           |                 |
| |                      |             |                           |                 |
| Sources : ProCyclingStats Cycling Quotient |                      |             |                           |                 |
| Classement de l'étape |                      |             |                           |                 |
| Coureur | Coureur              | Pays        | Équipe                    | Temps           |
| 1er | Tobias Lund Andresen | Danemark    | Team dsm-firmenich PostNL | 3 h 16 min 59 s |
| 2e | Arnaud De Lie        | Belgique    | Lotto Dstny               | + 0 s           |
| 3e | Magnus Cort Nielsen  | Danemark    | Uno-X Mobility            | + 0 s           |
| 4e | Matteo Trentin       | Italie      | Tudor Pro Cycling Team    | + 0 s           |
| 5e | Jelte Krijnsen       | Pays-Bas    | Q36.5 Pro Cycling Team    | + 0 s           |
| 6e | Nicolò Parisini      | Italie      | Q36.5 Pro Cycling Team    | + 0 s           |
| 7e | Søren Kragh Andersen | Danemark    | Alpecin-Deceuninck        | + 0 s           |
| 8e | Rui Oliveira         | Portugal    | UAE Team Emirates         | + 0 s           |
| 9e | Aaron Van Poucke     | Belgique    | Team Flanders-Baloise     | + 0 s           |
| 10e | Sean Flynn           | Royaume-Uni | Team dsm-firmenich PostNL | + 0 s           |

| \| Classement général \| Classement général \| Classement général \| Classement général \| Classement général \| \| Coureur \| Coureur \| Pays \| Équipe \| Temps \| \| ------------------ \| -------------------- \| ------------------ \| ------------------------- \| ------------------ \| \| 1er \| Arnaud De Lie \| Belgique \| Lotto Dstny \| 8 h 48 min 28 s \| \| 2e \| Magnus Cort Nielsen \| Danemark \| Uno-X Mobility \| + 5 s \| \| 3e \| Anders Foldager \| Danemark \| Danemark \| + 27 s \| \| 4e \| Søren Kragh Andersen \| Danemark \| Alpecin-Deceuninck \| + 33 s \| \| 5e \| Jenno Berckmoes \| Belgique \| Lotto Dstny \| + 41 s \| \| 6e \| Frank van den Broek \| Pays-Bas \| Team dsm-firmenich PostNL \| + 43 s \| \| 7e \| Michael Gogl \| Autriche \| Alpecin-Deceuninck \| + 51 s \| \| 8e \| Matteo Trentin \| Italie \| Tudor Pro Cycling Team \| + 1 min 03 s \| \| 9e \| Sean Flynn \| Royaume-Uni \| Team dsm-firmenich PostNL \| + 1 min 06 s \| \| 10e \| Andreas Leknessund \| Norvège \| Uno-X Mobility \| + 1 min 20 s \| |                      |             |                           |                 |
| |                      |             |                           |                 |
| Sources : ProCyclingStats Cycling Quotient |                      |             |                           |                 |
| Classement général |                      |             |                           |                 |
| Coureur | Coureur              | Pays        | Équipe                    | Temps           |
| 1er | Arnaud De Lie        | Belgique    | Lotto Dstny               | 8 h 48 min 28 s |
| 2e | Magnus Cort Nielsen  | Danemark    | Uno-X Mobility            | + 5 s           |
| 3e | Anders Foldager      | Danemark    | Danemark                  | + 27 s          |
| 4e | Søren Kragh Andersen | Danemark    | Alpecin-Deceuninck        | + 33 s          |
| 5e | Jenno Berckmoes      | Belgique    | Lotto Dstny               | + 41 s          |
| 6e | Frank van den Broek  | Pays-Bas    | Team dsm-firmenich PostNL | + 43 s          |
| 7e | Michael Gogl         | Autriche    | Alpecin-Deceuninck        | + 51 s          |
| 8e | Matteo Trentin       | Italie      | Tudor Pro Cycling Team    | + 1 min 03 s    |
| 9e | Sean Flynn           | Royaume-Uni | Team dsm-firmenich PostNL | + 1 min 06 s    |
| 10e | Andreas Leknessund   | Norvège     | Uno-X Mobility            | + 1 min 20 s    |

### 4eétape
| \| Classement de l'étape \| Classement de l'étape \| Classement de l'étape \| Classement de l'étape \| Classement de l'étape \| \| Coureur \| Coureur \| Pays \| Équipe \| Temps \| \| --------------------- \| --------------------- \| --------------------- \| ----------------------------- \| --------------------- \| \| 1er \| Jelte Krijnsen \| Pays-Bas \| Q36.5 Pro Cycling Team \| 3 h 49 min 05 s \| \| 2e \| Anton Stensby \| Norvège \| Team Coop-Repsol \| + 17 s \| \| 3e \| Tobias Lund Andresen \| Danemark \| Team dsm-firmenich PostNL \| + 23 s \| \| 4e \| Arvid de Kleijn \| Pays-Bas \| Tudor Pro Cycling Team \| + 23 s \| \| 5e \| Arnaud De Lie \| Belgique \| Lotto Dstny \| + 23 s \| \| 6e \| Nils Eekhoff \| Pays-Bas \| Team dsm-firmenich PostNL \| + 23 s \| \| 7e \| Giacomo Nizzolo \| Italie \| Q36.5 Pro Cycling Team \| + 23 s \| \| 8e \| Luca Colnaghi \| Italie \| VF Group-Bardiani CSF-Faizanè \| + 23 s \| \| 9e \| Rui Oliveira \| Portugal \| UAE Team Emirates \| + 23 s \| \| 10e \| Tim Torn Teutenberg \| Allemagne \| Lidl-Trek Future Racing \| + 23 s \| |                      |           |                               |                 |
| |                      |           |                               |                 |
| Sources : ProCyclingStats Cycling Quotient |                      |           |                               |                 |
| Classement de l'étape |                      |           |                               |                 |
| Coureur | Coureur              | Pays      | Équipe                        | Temps           |
| 1er | Jelte Krijnsen       | Pays-Bas  | Q36.5 Pro Cycling Team        | 3 h 49 min 05 s |
| 2e | Anton Stensby        | Norvège   | Team Coop-Repsol              | + 17 s          |
| 3e | Tobias Lund Andresen | Danemark  | Team dsm-firmenich PostNL     | + 23 s          |
| 4e | Arvid de Kleijn      | Pays-Bas  | Tudor Pro Cycling Team        | + 23 s          |
| 5e | Arnaud De Lie        | Belgique  | Lotto Dstny                   | + 23 s          |
| 6e | Nils Eekhoff         | Pays-Bas  | Team dsm-firmenich PostNL     | + 23 s          |
| 7e | Giacomo Nizzolo      | Italie    | Q36.5 Pro Cycling Team        | + 23 s          |
| 8e | Luca Colnaghi        | Italie    | VF Group-Bardiani CSF-Faizanè | + 23 s          |
| 9e | Rui Oliveira         | Portugal  | UAE Team Emirates             | + 23 s          |
| 10e | Tim Torn Teutenberg  | Allemagne | Lidl-Trek Future Racing       | + 23 s          |

| \| Classement général \| Classement général \| Classement général \| Classement général \| Classement général \| \| Coureur \| Coureur \| Pays \| Équipe \| Temps \| \| ------------------ \| -------------------- \| ------------------ \| ------------------------- \| ------------------ \| \| 1er \| Arnaud De Lie \| Belgique \| Lotto Dstny \| 12 h 37 min 56 s \| \| 2e \| Magnus Cort Nielsen \| Danemark \| Uno-X Mobility \| + 5 s \| \| 3e \| Anders Foldager \| Danemark \| Danemark \| + 27 s \| \| 4e \| Søren Kragh Andersen \| Danemark \| Alpecin-Deceuninck \| + 33 s \| \| 5e \| Jenno Berckmoes \| Belgique \| Lotto Dstny \| + 41 s \| \| 6e \| Michael Gogl \| Autriche \| Alpecin-Deceuninck \| + 51 s \| \| 7e \| Frank van den Broek \| Pays-Bas \| Team dsm-firmenich PostNL \| + 52 s \| \| 8e \| Matteo Trentin \| Italie \| Tudor Pro Cycling Team \| + 1 min 03 s \| \| 9e \| Sean Flynn \| Royaume-Uni \| Team dsm-firmenich PostNL \| + 1 min 06 s \| \| 10e \| Andreas Leknessund \| Norvège \| Uno-X Mobility \| + 1 min 29 s \| |                      |             |                           |                  |
| |                      |             |                           |                  |
| Sources : ProCyclingStats Cycling Quotient |                      |             |                           |                  |
| Classement général |                      |             |                           |                  |
| Coureur | Coureur              | Pays        | Équipe                    | Temps            |
| 1er | Arnaud De Lie        | Belgique    | Lotto Dstny               | 12 h 37 min 56 s |
| 2e | Magnus Cort Nielsen  | Danemark    | Uno-X Mobility            | + 5 s            |
| 3e | Anders Foldager      | Danemark    | Danemark                  | + 27 s           |
| 4e | Søren Kragh Andersen | Danemark    | Alpecin-Deceuninck        | + 33 s           |
| 5e | Jenno Berckmoes      | Belgique    | Lotto Dstny               | + 41 s           |
| 6e | Michael Gogl         | Autriche    | Alpecin-Deceuninck        | + 51 s           |
| 7e | Frank van den Broek  | Pays-Bas    | Team dsm-firmenich PostNL | + 52 s           |
| 8e | Matteo Trentin       | Italie      | Tudor Pro Cycling Team    | + 1 min 03 s     |
| 9e | Sean Flynn           | Royaume-Uni | Team dsm-firmenich PostNL | + 1 min 06 s     |
| 10e | Andreas Leknessund   | Norvège     | Uno-X Mobility            | + 1 min 29 s     |

### 5eétape
| \| Classement de l'étape \| Classement de l'étape \| Classement de l'étape \| Classement de l'étape \| Classement de l'étape \| \| Coureur \| Coureur \| Pays \| Équipe \| Temps \| \| --------------------- \| --------------------- \| --------------------- \| ----------------------------- \| --------------------- \| \| 1er \| Tobias Lund Andresen \| Danemark \| Team dsm-firmenich PostNL \| 3 h 18 min 18 s \| \| 2e \| Enrico Zanoncello \| Italie \| VF Group-Bardiani CSF-Faizanè \| + 0 s \| \| 3e \| Magnus Cort Nielsen \| Danemark \| Uno-X Mobility \| + 0 s \| \| 4e \| Daniel Stampe \| Danemark \| Airtox-Carl Ras \| + 0 s \| \| 5e \| Giacomo Nizzolo \| Italie \| Q36.5 Pro Cycling Team \| + 0 s \| \| 6e \| Rui Oliveira \| Portugal \| UAE Team Emirates \| + 0 s \| \| 7e \| Arvid de Kleijn \| Pays-Bas \| Tudor Pro Cycling Team \| + 0 s \| \| 8e \| Jenno Berckmoes \| Belgique \| Lotto Dstny \| + 0 s \| \| 9e \| Tim Torn Teutenberg \| Allemagne \| Lidl-Trek Future Racing \| + 0 s \| \| 10e \| Nils Eekhoff \| Pays-Bas \| Team dsm-firmenich PostNL \| + 0 s \| |                      |           |                               |                 |
| |                      |           |                               |                 |
| Sources : ProCyclingStats Cycling Quotient |                      |           |                               |                 |
| Classement de l'étape |                      |           |                               |                 |
| Coureur | Coureur              | Pays      | Équipe                        | Temps           |
| 1er | Tobias Lund Andresen | Danemark  | Team dsm-firmenich PostNL     | 3 h 18 min 18 s |
| 2e | Enrico Zanoncello    | Italie    | VF Group-Bardiani CSF-Faizanè | + 0 s           |
| 3e | Magnus Cort Nielsen  | Danemark  | Uno-X Mobility                | + 0 s           |
| 4e | Daniel Stampe        | Danemark  | Airtox-Carl Ras               | + 0 s           |
| 5e | Giacomo Nizzolo      | Italie    | Q36.5 Pro Cycling Team        | + 0 s           |
| 6e | Rui Oliveira         | Portugal  | UAE Team Emirates             | + 0 s           |
| 7e | Arvid de Kleijn      | Pays-Bas  | Tudor Pro Cycling Team        | + 0 s           |
| 8e | Jenno Berckmoes      | Belgique  | Lotto Dstny                   | + 0 s           |
| 9e | Tim Torn Teutenberg  | Allemagne | Lidl-Trek Future Racing       | + 0 s           |
| 10e | Nils Eekhoff         | Pays-Bas  | Team dsm-firmenich PostNL     | + 0 s           |

## Classements finals

### Classement général
| \| Classement général \| Classement général \| Classement général \| Classement général \| Classement général \| \| Coureur \| Coureur \| Pays \| Équipe \| Temps \| \| ------------------ \| -------------------- \| ------------------ \| ------------------------- \| ------------------ \| \| 1er \| Arnaud De Lie \| Belgique \| Lotto Dstny \| 18 h 56 min 14 s \| \| 2e \| Magnus Cort Nielsen \| Danemark \| Uno-X Mobility \| + 1 s \| \| 3e \| Anders Foldager \| Danemark \| Danemark \| + 27 s \| \| 4e \| Søren Kragh Andersen \| Danemark \| Alpecin-Deceuninck \| + 33 s \| \| 5e \| Jenno Berckmoes \| Belgique \| Lotto Dstny \| + 41 s \| \| 6e \| Michael Gogl \| Autriche \| Alpecin-Deceuninck \| + 51 s \| \| 7e \| Frank van den Broek \| Pays-Bas \| Team dsm-firmenich PostNL \| + 52 s \| \| 8e \| Matteo Trentin \| Italie \| Tudor Pro Cycling Team \| + 1 min 03 s \| \| 9e \| Sean Flynn \| Royaume-Uni \| Team dsm-firmenich PostNL \| + 1 min 06 s \| \| 10e \| Andreas Leknessund \| Norvège \| Uno-X Mobility \| + 1 min 29 s \| |                      |             |                           |                  |
| |                      |             |                           |                  |
| Sources : ProCyclingStats Cycling Quotient |                      |             |                           |                  |
| Classement général |                      |             |                           |                  |
| Coureur | Coureur              | Pays        | Équipe                    | Temps            |
| 1er | Arnaud De Lie        | Belgique    | Lotto Dstny               | 18 h 56 min 14 s |
| 2e | Magnus Cort Nielsen  | Danemark    | Uno-X Mobility            | + 1 s            |
| 3e | Anders Foldager      | Danemark    | Danemark                  | + 27 s           |
| 4e | Søren Kragh Andersen | Danemark    | Alpecin-Deceuninck        | + 33 s           |
| 5e | Jenno Berckmoes      | Belgique    | Lotto Dstny               | + 41 s           |
| 6e | Michael Gogl         | Autriche    | Alpecin-Deceuninck        | + 51 s           |
| 7e | Frank van den Broek  | Pays-Bas    | Team dsm-firmenich PostNL | + 52 s           |
| 8e | Matteo Trentin       | Italie      | Tudor Pro Cycling Team    | + 1 min 03 s     |
| 9e | Sean Flynn           | Royaume-Uni | Team dsm-firmenich PostNL | + 1 min 06 s     |
| 10e | Andreas Leknessund   | Norvège     | Uno-X Mobility            | + 1 min 29 s     |

| Classement par points | Classement par points | Classement par points | Classement par points     | Classement par points |
| Coureur               | Coureur               | Pays                  | Équipe                    | Points                |
| --------------------- | --------------------- | --------------------- | ------------------------- | --------------------- |
| 1er                   | Tobias Lund Andresen  | Danemark              | Team dsm-firmenich PostNL | 55 pts                |
| 2e                    | Arnaud De Lie         | Belgique              | Lotto Dstny               | 40 pts                |
| 3e                    | Magnus Cort Nielsen   | Danemark              | Uno-X Mobility            | 35 pts                |
| 4e                    | Jelte Krijnsen        | Pays-Bas              | Q36.5 Pro Cycling Team    | 23 pts                |
| 5e                    | Jenno Berckmoes       | Belgique              | Lotto Dstny               | 17 pts                |
| 6e                    | Søren Kragh Andersen  | Danemark              | Alpecin-Deceuninck        | 16 pts                |
| 7e                    | Rui Oliveira          | Portugal              | UAE Team Emirates         | 16 pts                |
| 8e                    | Matteo Trentin        | Italie                | Tudor Pro Cycling Team    | 15 pts                |
| 9e                    | Arvid de Kleijn       | Pays-Bas              | Tudor Pro Cycling Team    | 15 pts                |
| 10e                   | Giacomo Nizzolo       | Italie                | Q36.5 Pro Cycling Team    | 14 pts                |

| Classement par points | Classement par points | Classement par points | Classement par points     | Classement par points |
| Coureur               | Coureur               | Pays                  | Équipe                    | Points                |
| --------------------- | --------------------- | --------------------- | ------------------------- | --------------------- |
| 1er                   | Tobias Lund Andresen  | Danemark              | Team dsm-firmenich PostNL | 55 pts                |
| 2e                    | Arnaud De Lie         | Belgique              | Lotto Dstny               | 40 pts                |
| 3e                    | Magnus Cort Nielsen   | Danemark              | Uno-X Mobility            | 35 pts                |
| 4e                    | Jelte Krijnsen        | Pays-Bas              | Q36.5 Pro Cycling Team    | 23 pts                |
| 5e                    | Jenno Berckmoes       | Belgique              | Lotto Dstny               | 17 pts                |
| 6e                    | Søren Kragh Andersen  | Danemark              | Alpecin-Deceuninck        | 16 pts                |
| 7e                    | Rui Oliveira          | Portugal              | UAE Team Emirates         | 16 pts                |
| 8e                    | Matteo Trentin        | Italie                | Tudor Pro Cycling Team    | 15 pts                |
| 9e                    | Arvid de Kleijn       | Pays-Bas              | Tudor Pro Cycling Team    | 15 pts                |
| 10e                   | Giacomo Nizzolo       | Italie                | Q36.5 Pro Cycling Team    | 14 pts                |

| Classement de la montagne | Classement de la montagne | Classement de la montagne | Classement de la montagne | Classement de la montagne |
| Coureur                   | Coureur                   | Pays                      | Équipe                    | Points                    |
| ------------------------- | ------------------------- | ------------------------- | ------------------------- | ------------------------- |
| 1er                       | Kristian Egholm           | Danemark                  | Lidl-Trek Future Racing   | 46 pts                    |
| 2e                        | Alexander Arnt Hansen     | Danemark                  | Airtox-Carl Ras           | 34 pts                    |
| 3e                        | Emil Toudal               | Danemark                  | ColoQuick                 | 22 pts                    |
| 4e                        | Daniel Stampe             | Danemark                  | Airtox-Carl Ras           | 20 pts                    |
| 5e                        | Sébastien Grignard        | Belgique                  | Lotto Dstny               | 12 pts                    |
| 6e                        | Pelle Køster              | Danemark                  | ColoQuick                 | 12 pts                    |
| 7e                        | Konrad Czabok             | Pologne                   | Mazowsze Serce Polski     | 12 pts                    |
| 8e                        | Jakub Kaczmarek           | Pologne                   | Mazowsze Serce Polski     | 10 pts                    |
| 9e                        | Martin Szokody            | Royaume du Danemark       | BHS-PL Beton Bornholm     | 10 pts                    |
| 10e                       | Arnaud De Lie             | Belgique                  | Lotto Dstny               | 8 pts                     |

| Classement de la montagne | Classement de la montagne | Classement de la montagne | Classement de la montagne | Classement de la montagne |
| Coureur                   | Coureur                   | Pays                      | Équipe                    | Points                    |
| ------------------------- | ------------------------- | ------------------------- | ------------------------- | ------------------------- |
| 1er                       | Kristian Egholm           | Danemark                  | Lidl-Trek Future Racing   | 46 pts                    |
| 2e                        | Alexander Arnt Hansen     | Danemark                  | Airtox-Carl Ras           | 34 pts                    |
| 3e                        | Emil Toudal               | Danemark                  | ColoQuick                 | 22 pts                    |
| 4e                        | Daniel Stampe             | Danemark                  | Airtox-Carl Ras           | 20 pts                    |
| 5e                        | Sébastien Grignard        | Belgique                  | Lotto Dstny               | 12 pts                    |
| 6e                        | Pelle Køster              | Danemark                  | ColoQuick                 | 12 pts                    |
| 7e                        | Konrad Czabok             | Pologne                   | Mazowsze Serce Polski     | 12 pts                    |
| 8e                        | Jakub Kaczmarek           | Pologne                   | Mazowsze Serce Polski     | 10 pts                    |
| 9e                        | Martin Szokody            | Royaume du Danemark       | BHS-PL Beton Bornholm     | 10 pts                    |
| 10e                       | Arnaud De Lie             | Belgique                  | Lotto Dstny               | 8 pts                     |

| Classement du meilleur jeune | Classement du meilleur jeune | Classement du meilleur jeune | Classement du meilleur jeune | Classement du meilleur jeune |
| Coureur                      | Coureur                      | Pays                         | Équipe                       | Temps                        |
| ---------------------------- | ---------------------------- | ---------------------------- | ---------------------------- | ---------------------------- |
| 1er                          | Arnaud De Lie                | Belgique                     | Lotto Dstny                  | 18 h 56 min 14 s             |
| 2e                           | Matyáš Kopecký               | Tchéquie                     | Team Novo Nordisk            | + 1 min 59 s                 |
| 3e                           | Tim Torn Teutenberg          | Allemagne                    | Lidl-Trek Future Racing      | + 5 min 24 s                 |
| 4e                           | Tore Troelsen                | Danemark                     | ColoQuick                    | + 9 min 13 s                 |
| 5e                           | Dylan Vandenstorme           | Belgique                     | Team Flanders-Baloise        | + 10 min 20 s                |
| 6e                           | Adam Holm                    | Danemark                     | Danemark                     | + 10 min 46 s                |
| 7e                           | Alessandro Perracchione      | Italie                       | Team Novo Nordisk            | + 13 min 19 s                |
| 8e                           | Tobias Lund Andresen         | Danemark                     | Team dsm-firmenich PostNL    | + 15 min 12 s                |
| 9e                           | Victor Vercouillie           | Belgique                     | Team Flanders-Baloise        | + 17 min 54 s                |
| 10e                          | Malte Hellerup               | Danemark                     | Danemark                     | + 19 min 13 s                |

| Classement du meilleur jeune | Classement du meilleur jeune | Classement du meilleur jeune | Classement du meilleur jeune | Classement du meilleur jeune |
| Coureur                      | Coureur                      | Pays                         | Équipe                       | Temps                        |
| ---------------------------- | ---------------------------- | ---------------------------- | ---------------------------- | ---------------------------- |
| 1er                          | Arnaud De Lie                | Belgique                     | Lotto Dstny                  | 18 h 56 min 14 s             |
| 2e                           | Matyáš Kopecký               | Tchéquie                     | Team Novo Nordisk            | + 1 min 59 s                 |
| 3e                           | Tim Torn Teutenberg          | Allemagne                    | Lidl-Trek Future Racing      | + 5 min 24 s                 |
| 4e                           | Tore Troelsen                | Danemark                     | ColoQuick                    | + 9 min 13 s                 |
| 5e                           | Dylan Vandenstorme           | Belgique                     | Team Flanders-Baloise        | + 10 min 20 s                |
| 6e                           | Adam Holm                    | Danemark                     | Danemark                     | + 10 min 46 s                |
| 7e                           | Alessandro Perracchione      | Italie                       | Team Novo Nordisk            | + 13 min 19 s                |
| 8e                           | Tobias Lund Andresen         | Danemark                     | Team dsm-firmenich PostNL    | + 15 min 12 s                |
| 9e                           | Victor Vercouillie           | Belgique                     | Team Flanders-Baloise        | + 17 min 54 s                |
| 10e                          | Malte Hellerup               | Danemark                     | Danemark                     | + 19 min 13 s                |

| Classement par équipes | Classement par équipes    | Classement par équipes | Classement par équipes |
| Équipe                 | Équipe                    | Pays                   | Temps                  |
| ---------------------- | ------------------------- | ---------------------- | ---------------------- |
| 1re                    | Team dsm-firmenich PostNL | Pays-Bas               |                        |

| Classement par équipes | Classement par équipes    | Classement par équipes | Classement par équipes |
| Équipe                 | Équipe                    | Pays                   | Temps                  |
| ---------------------- | ------------------------- | ---------------------- | ---------------------- |
| 1re                    | Team dsm-firmenich PostNL | Pays-Bas               |                        |

## Évolution des classements
| Étape            | Vainqueur            | Classement général   | Classement par points | Classement de la montagne | Classement du meilleur jeune | Classement de la combativité | Classement par équipes |
| ---------------- | -------------------- | -------------------- | --------------------- | ------------------------- | ---------------------------- | ---------------------------- | ---------------------- |
| 1                | dsm-firmenich PostNL | Tobias Lund Andresen | Tobias Lund Andresen  | Jesper Rasch              | Tobias Lund Andresen         | non-attribué                 | dsm-firmenich PostNL   |
| 2                | Magnus Cort Nielsen  | Arnaud De Lie        | Magnus Cort Nielsen   | Daniel Stampe             | Arnaud De Lie                | Jasper Dejaegher             | dsm-firmenich PostNL   |
| 3                | Tobias Lund Andresen | Arnaud De Lie        | Arnaud De Lie         | Daniel Stampe             | Arnaud De Lie                | Jakub Kaczmarek              | dsm-firmenich PostNL   |
| 4                | Jelte Krijnsen       | Arnaud De Lie        | Tobias Lund Andresen  | Kristian Egholm           | Arnaud De Lie                | Pelle Køster                 | dsm-firmenich PostNL   |
| 5                | Tobias Lund Andresen | Arnaud De Lie        | Tobias Lund Andresen  | Kristian Egholm           | Arnaud De Lie                | Victor Grue Enggaard         | dsm-firmenich PostNL   |
| Classement final | Classement final     | Arnaud De Lie        | Tobias Lund Andresen  | Kristian Egholm           | Arnaud De Lie                | Victor Grue Enggaard         | dsm-firmenich PostNL   |

## Liste des participants
| Lidl-Trek Future Racing LTF | Lidl-Trek Future Racing LTF | Lidl-Trek Future Racing LTF |
| --------------------------- | --------------------------- | --------------------------- |
| Num                         | Coureur                     | Pos                         |
| 1                           | Kristian Egholm (DEN)       |                             |
| 2                           | Liam O'Brien (IRL)          |                             |
| 3                           | Cole Kessler (USA)          |                             |
| 4                           | Matteo Milan (ITA)          |                             |
| 5                           | Martin Pedersen (DEN)       |                             |
| 6                           | Cameron Rogers (AUS)        |                             |
| 7                           | Tim Torn Teutenberg (GER)   |                             |

| Uno-X Mobility UXM | Uno-X Mobility UXM         | Uno-X Mobility UXM |
| ------------------ | -------------------------- | ------------------ |
| Num                | Coureur                    | Pos                |
| 11                 | Louis Bendixen (DEN)       |                    |
| 12                 | Carl-Frederik Bévort (DEN) |                    |
| 13                 | Rasmus Bøgh Wallin (DEN)   |                    |
| 14                 | Magnus Cort Nielsen (DEN)  |                    |
| 15                 | Andreas Leknessund (NOR)   |                    |
| 16                 | William Blume Levy (DEN)   |                    |
| 17                 | Niklas Larsen (DEN)        |                    |

| Team dsm-firmenich PostNL DFP | Team dsm-firmenich PostNL DFP | Team dsm-firmenich PostNL DFP |
| ----------------------------- | ----------------------------- | ----------------------------- |
| Num                           | Coureur                       | Pos                           |
| 21                            | Tobias Lund Andresen (DEN)    |                               |
| 22                            | Warren Barguil (FRA)          |                               |
| 23                            | Frank van den Broek (NED)     |                               |
| 24                            | Alexander Edmondson (AUS)     |                               |
| 25                            | Johan Dorussen (NED)          | AB-2                          |
| 26                            | Nils Eekhoff (NED)            |                               |
| 27                            | Sean Flynn (GBR)              |                               |

| Alpecin-Deceuninck ADC | Alpecin-Deceuninck ADC     | Alpecin-Deceuninck ADC |
| ---------------------- | -------------------------- | ---------------------- |
| Num                    | Coureur                    | Pos                    |
| 31                     | Søren Kragh Andersen (DEN) |                        |
| 32                     | Tobias Bayer (AUT)         |                        |
| 33                     | Michael Gogl (AUT)         |                        |
| 34                     | Jimmy Janssens (BEL)       |                        |
| 35                     | Jonas Rickaert (BEL)       |                        |
| 36                     | Marceli Bogusławski (POL)  | AB-2                   |
| 37                     | Simon Dehairs (BEL)        |                        |

| UAE Team Emirates UAD | UAE Team Emirates UAD     | UAE Team Emirates UAD |
| --------------------- | ------------------------- | --------------------- |
| Num                   | Coureur                   | Pos                   |
| 41                    | Sjoerd Bax (NED)          |                       |
| 42                    | Mikkel Bjerg (DEN)        | AB-3                  |
| 43                    | Finn Fisher-Black (NZL)   |                       |
| 44                    | Álvaro Hodeg (COL)        |                       |
| 45                    | Domen Novak (SLO) (route) |                       |
| 46                    | Ivo Oliveira (POR)        |                       |
| 47                    | Rui Oliveira (POR)        |                       |

| Lotto Dstny LTD | Lotto Dstny LTD             | Lotto Dstny LTD |
| --------------- | --------------------------- | --------------- |
| Num             | Coureur                     | Pos             |
| 51              | Jenno Berckmoes (BEL)       |                 |
| 52              | Logan Currie (NZL) (chrono) |                 |
| 53              | Jasper De Buyst (BEL)       |                 |
| 54              | Arnaud De Lie (BEL) (route) |                 |
| 55              | Jarrad Drizners (AUS)       | NP-2            |
| 56              | Sébastien Grignard (BEL)    |                 |
| 57              | Florian Vermeersch (BEL)    |                 |

| Q36.5 Pro Cycling Team Q36 | Q36.5 Pro Cycling Team Q36 | Q36.5 Pro Cycling Team Q36 |
| -------------------------- | -------------------------- | -------------------------- |
| Num                        | Coureur                    | Pos                        |
| 61                         | Walter Calzoni (ITA)       |                            |
| 62                         | Nicolò Parisini (ITA)      |                            |
| 63                         | Filippo Conca (ITA)        |                            |
| 64                         | Frederik Frison (BEL)      |                            |
| 65                         | Tobias Ludvigsson (SWE)    |                            |
| 66                         | Giacomo Nizzolo (ITA)      |                            |
| 67                         | Rory Townsend (IRL)        | NP-5                       |

| Team Novo Nordisk TNN | Team Novo Nordisk TNN         | Team Novo Nordisk TNN |
| --------------------- | ----------------------------- | --------------------- |
| Num                   | Coureur                       | Pos                   |
| 71                    | Matyáš Kopecký (CZE)          |                       |
| 72                    | Andrea Peron (ITA)            |                       |
| 73                    | Hamish Beadle (NZL)           |                       |
| 74                    | Filippo Ridolfo (ITA)         |                       |
| 75                    | Alessandro Perracchione (ITA) |                       |
| 76                    | Antonio Polga (ITA)           |                       |
| 77                    | Nathan Smith (GBR)            | AB-5                  |

| VF Group-Bardiani CSF-Faizanè VBF | VF Group-Bardiani CSF-Faizanè VBF | VF Group-Bardiani CSF-Faizanè VBF |
| --------------------------------- | --------------------------------- | --------------------------------- |
| Num                               | Coureur                           | Pos                               |
| 81                                | Luca Colnaghi (ITA)               |                                   |
| 82                                | Lorenzo Conforti (ITA)            |                                   |
| 83                                | Filippo Magli (ITA)               |                                   |
| 84                                | Mattia Pinazzi (ITA)              |                                   |
| 85                                | Manuele Tarozzi (ITA)             |                                   |
| 86                                | Alessandro Tonelli (ITA)          |                                   |
| 87                                | Enrico Zanoncello (ITA)           |                                   |

| TDT-Unibet TDT | TDT-Unibet TDT              | TDT-Unibet TDT |
| -------------- | --------------------------- | -------------- |
| Num            | Coureur                     | Pos            |
| 91             | Abram Stockman (BEL)        |                |
| 92             | Andreas Stokbro (DEN)       |                |
| 93             | Hartthijs de Vries (NED)    |                |
| 94             | Jelle Johannink (NED)       |                |
| 95             | Nicklas Amdi Pedersen (DEN) |                |
| 96             | Sebastian Nielsen (DEN)     |                |
| 97             | Tomáš Kopecký (CZE)         |                |

| Team Flanders-Baloise TFB | Team Flanders-Baloise TFB | Team Flanders-Baloise TFB |
| ------------------------- | ------------------------- | ------------------------- |
| Num                       | Coureur                   | Pos                       |
| 101                       | Alex Colman (BEL)         |                           |
| 102                       | Jules Hesters (BEL)       |                           |
| 103                       | Jasper Dejaegher (BEL)    | AB-4                      |
| 104                       | Aaron Van Poucke (BEL)    |                           |
| 105                       | Dylan Vandenstorme (BEL)  |                           |
| 106                       | Ward Vanhoof (BEL)        |                           |
| 107                       | Victor Vercouillie (BEL)  |                           |

| Tudor Pro Cycling Team TUD | Tudor Pro Cycling Team TUD     | Tudor Pro Cycling Team TUD |
| -------------------------- | ------------------------------ | -------------------------- |
| Num                        | Coureur                        | Pos                        |
| 111                        | Tom Bohli (SUI)                |                            |
| 112                        | Sebastian Kolze Changizi (DEN) |                            |
| 113                        | Arvid de Kleijn (NED)          |                            |
| 114                        | Lucas Eriksson (SWE)           |                            |
| 115                        | Alexander Kamp (DEN)           |                            |
| 116                        | Joël Suter (SUI)               |                            |
| 117                        | Matteo Trentin (ITA)           |                            |

| Team Coop-Repsol TCR | Team Coop-Repsol TCR          | Team Coop-Repsol TCR |
| -------------------- | ----------------------------- | -------------------- |
| Num                  | Coureur                       | Pos                  |
| 121                  | Anton Stensby (NOR)           |                      |
| 122                  | Magnus Sørbø (NOR)            |                      |
| 123                  | Karsten Larsen Feldmann (NOR) |                      |
| 124                  | Kalle Kvam (NOR)              |                      |
| 125                  | Johan Ravnøy (NOR)            |                      |
| 126                  | Halvor Utengen Sandstad (NOR) |                      |
| 127                  | Daniel Vold (NOR)             |                      |

| Mazowsze Serce Polski MSP | Mazowsze Serce Polski MSP    | Mazowsze Serce Polski MSP |
| ------------------------- | ---------------------------- | ------------------------- |
| Num                       | Coureur                      | Pos                       |
| 131                       | Tomasz Budziński (POL)       |                           |
| 132                       | Konrad Czabok (POL)          |                           |
| 133                       | Jakub Kaczmarek (POL)        |                           |
| 134                       | Tobiasz Pawlak (POL)         |                           |
| 135                       | Michał Pomorski (POL)        |                           |
| 136                       | Maksymilian Radosz (POL)     | AB-2                      |
| 137                       | Franciszek Kaczorowski (POL) |                           |

| Q36.5 Pro Cycling Team Q36 | Q36.5 Pro Cycling Team Q36 | Q36.5 Pro Cycling Team Q36 |
| -------------------------- | -------------------------- | -------------------------- |
| Num                        | Coureur                    | Pos                        |
| 141                        | Jelte Krijnsen (NED)       |                            |

| Parkhotel Valkenburg PHV | Parkhotel Valkenburg PHV | Parkhotel Valkenburg PHV |
| ------------------------ | ------------------------ | ------------------------ |
| Num                      | Coureur                  | Pos                      |
| 142                      | Yanne Dorenbos (NED)     | AB-2                     |
| 143                      | Jesper Rasch (NED)       |                          |
| 144                      | Martijn Rasenberg (NED)  |                          |
| 145                      | Maxime Duba (NED)        |                          |
| 146                      | Nils Sinschek (NED)      |                          |
| 147                      | Luke Verburg (NED)       |                          |

| Airtox-Carl Ras GSH | Airtox-Carl Ras GSH           | Airtox-Carl Ras GSH |
| ------------------- | ----------------------------- | ------------------- |
| Num                 | Coureur                       | Pos                 |
| 151                 | Mads Andersen (DEN)           |                     |
| 152                 | Magnus Bak Klaris (DEN)       |                     |
| 153                 | Mathias Larsen (DEN)          |                     |
| 154                 | Alexander Arnt Hansen (DEN)   |                     |
| 155                 | Daniel Stampe (DEN)           |                     |
| 156                 | Stian Rosenlund Richter (DEN) |                     |
| 157                 | Frederik Bjørn Sørensen (DEN) | AB-2                |

| BHS-PL Beton Bornholm BPC | BHS-PL Beton Bornholm BPC       | BHS-PL Beton Bornholm BPC |
| ------------------------- | ------------------------------- | ------------------------- |
| Num                       | Coureur                         | Pos                       |
| 161                       | Tobias Aagaard Hansen (DEN)     |                           |
| 162                       | Mikkel Øritsland (DEN)          |                           |
| 163                       | Victor Grue Enggaard (DEN)      |                           |
| 164                       | Martin Szokody                  |                           |
| 165                       | Jacob Schebye                   |                           |
| 166                       | Andreas Krogh Jensen            |                           |
| 167                       | Mads-Emil Dupont Hougaard (DEN) |                           |

| ColoQuick TCQ | ColoQuick TCQ                | ColoQuick TCQ |
| ------------- | ---------------------------- | ------------- |
| Num           | Coureur                      | Pos           |
| 171           | Joshua Gudnitz (DEN)         |               |
| 172           | Emil Toudal (DEN)            |               |
| 173           | Nikolaj Mengel (DEN)         |               |
| 174           | Aksel Bech Skot-Hansen (DEN) | AB-5          |
| 175           | Tore Troelsen (DEN)          |               |
| 176           | Simon Bak (DEN)              |               |
| 177           | Pelle Køster (DEN)           |               |

| Danemark DEN | Danemark DEN          | Danemark DEN |
| ------------ | --------------------- | ------------ |
| Num          | Coureur               | Pos          |
| 181          | Anders Foldager       |              |
| 182          | Mathias Norsgaard     | AB-2         |
| 183          | Julius Johansen       |              |
| 184          | Malte Hellerup        |              |
| 185          | Johan Price-Pejtersen | AB-2         |
| 186          | Adam Holm             |              |
| 187          | Kasper Andersen       |              |

| Lidl-Trek Future Racing LTF | Lidl-Trek Future Racing LTF | Lidl-Trek Future Racing LTF |
| --------------------------- | --------------------------- | --------------------------- |
| Num                         | Coureur                     | Pos                         |
| 1                           | Kristian Egholm (DEN)       |                             |
| 2                           | Liam O'Brien (IRL)          |                             |
| 3                           | Cole Kessler (USA)          |                             |
| 4                           | Matteo Milan (ITA)          |                             |
| 5                           | Martin Pedersen (DEN)       |                             |
| 6                           | Cameron Rogers (AUS)        |                             |
| 7                           | Tim Torn Teutenberg (GER)   |                             |

| Uno-X Mobility UXM | Uno-X Mobility UXM         | Uno-X Mobility UXM |
| ------------------ | -------------------------- | ------------------ |
| Num                | Coureur                    | Pos                |
| 11                 | Louis Bendixen (DEN)       |                    |
| 12                 | Carl-Frederik Bévort (DEN) |                    |
| 13                 | Rasmus Bøgh Wallin (DEN)   |                    |
| 14                 | Magnus Cort Nielsen (DEN)  |                    |
| 15                 | Andreas Leknessund (NOR)   |                    |
| 16                 | William Blume Levy (DEN)   |                    |
| 17                 | Niklas Larsen (DEN)        |                    |

| Team dsm-firmenich PostNL DFP | Team dsm-firmenich PostNL DFP | Team dsm-firmenich PostNL DFP |
| ----------------------------- | ----------------------------- | ----------------------------- |
| Num                           | Coureur                       | Pos                           |
| 21                            | Tobias Lund Andresen (DEN)    |                               |
| 22                            | Warren Barguil (FRA)          |                               |
| 23                            | Frank van den Broek (NED)     |                               |
| 24                            | Alexander Edmondson (AUS)     |                               |
| 25                            | Johan Dorussen (NED)          | AB-2                          |
| 26                            | Nils Eekhoff (NED)            |                               |
| 27                            | Sean Flynn (GBR)              |                               |

| Alpecin-Deceuninck ADC | Alpecin-Deceuninck ADC     | Alpecin-Deceuninck ADC |
| ---------------------- | -------------------------- | ---------------------- |
| Num                    | Coureur                    | Pos                    |
| 31                     | Søren Kragh Andersen (DEN) |                        |
| 32                     | Tobias Bayer (AUT)         |                        |
| 33                     | Michael Gogl (AUT)         |                        |
| 34                     | Jimmy Janssens (BEL)       |                        |
| 35                     | Jonas Rickaert (BEL)       |                        |
| 36                     | Marceli Bogusławski (POL)  | AB-2                   |
| 37                     | Simon Dehairs (BEL)        |                        |

| UAE Team Emirates UAD | UAE Team Emirates UAD     | UAE Team Emirates UAD |
| --------------------- | ------------------------- | --------------------- |
| Num                   | Coureur                   | Pos                   |
| 41                    | Sjoerd Bax (NED)          |                       |
| 42                    | Mikkel Bjerg (DEN)        | AB-3                  |
| 43                    | Finn Fisher-Black (NZL)   |                       |
| 44                    | Álvaro Hodeg (COL)        |                       |
| 45                    | Domen Novak (SLO) (route) |                       |
| 46                    | Ivo Oliveira (POR)        |                       |
| 47                    | Rui Oliveira (POR)        |                       |

| Lotto Dstny LTD | Lotto Dstny LTD             | Lotto Dstny LTD |
| --------------- | --------------------------- | --------------- |
| Num             | Coureur                     | Pos             |
| 51              | Jenno Berckmoes (BEL)       |                 |
| 52              | Logan Currie (NZL) (chrono) |                 |
| 53              | Jasper De Buyst (BEL)       |                 |
| 54              | Arnaud De Lie (BEL) (route) |                 |
| 55              | Jarrad Drizners (AUS)       | NP-2            |
| 56              | Sébastien Grignard (BEL)    |                 |
| 57              | Florian Vermeersch (BEL)    |                 |

| Q36.5 Pro Cycling Team Q36 | Q36.5 Pro Cycling Team Q36 | Q36.5 Pro Cycling Team Q36 |
| -------------------------- | -------------------------- | -------------------------- |
| Num                        | Coureur                    | Pos                        |
| 61                         | Walter Calzoni (ITA)       |                            |
| 62                         | Nicolò Parisini (ITA)      |                            |
| 63                         | Filippo Conca (ITA)        |                            |
| 64                         | Frederik Frison (BEL)      |                            |
| 65                         | Tobias Ludvigsson (SWE)    |                            |
| 66                         | Giacomo Nizzolo (ITA)      |                            |
| 67                         | Rory Townsend (IRL)        | NP-5                       |

| Team Novo Nordisk TNN | Team Novo Nordisk TNN         | Team Novo Nordisk TNN |
| --------------------- | ----------------------------- | --------------------- |
| Num                   | Coureur                       | Pos                   |
| 71                    | Matyáš Kopecký (CZE)          |                       |
| 72                    | Andrea Peron (ITA)            |                       |
| 73                    | Hamish Beadle (NZL)           |                       |
| 74                    | Filippo Ridolfo (ITA)         |                       |
| 75                    | Alessandro Perracchione (ITA) |                       |
| 76                    | Antonio Polga (ITA)           |                       |
| 77                    | Nathan Smith (GBR)            | AB-5                  |

| VF Group-Bardiani CSF-Faizanè VBF | VF Group-Bardiani CSF-Faizanè VBF | VF Group-Bardiani CSF-Faizanè VBF |
| --------------------------------- | --------------------------------- | --------------------------------- |
| Num                               | Coureur                           | Pos                               |
| 81                                | Luca Colnaghi (ITA)               |                                   |
| 82                                | Lorenzo Conforti (ITA)            |                                   |
| 83                                | Filippo Magli (ITA)               |                                   |
| 84                                | Mattia Pinazzi (ITA)              |                                   |
| 85                                | Manuele Tarozzi (ITA)             |                                   |
| 86                                | Alessandro Tonelli (ITA)          |                                   |
| 87                                | Enrico Zanoncello (ITA)           |                                   |

| TDT-Unibet TDT | TDT-Unibet TDT              | TDT-Unibet TDT |
| -------------- | --------------------------- | -------------- |
| Num            | Coureur                     | Pos            |
| 91             | Abram Stockman (BEL)        |                |
| 92             | Andreas Stokbro (DEN)       |                |
| 93             | Hartthijs de Vries (NED)    |                |
| 94             | Jelle Johannink (NED)       |                |
| 95             | Nicklas Amdi Pedersen (DEN) |                |
| 96             | Sebastian Nielsen (DEN)     |                |
| 97             | Tomáš Kopecký (CZE)         |                |

| Team Flanders-Baloise TFB | Team Flanders-Baloise TFB | Team Flanders-Baloise TFB |
| ------------------------- | ------------------------- | ------------------------- |
| Num                       | Coureur                   | Pos                       |
| 101                       | Alex Colman (BEL)         |                           |
| 102                       | Jules Hesters (BEL)       |                           |
| 103                       | Jasper Dejaegher (BEL)    | AB-4                      |
| 104                       | Aaron Van Poucke (BEL)    |                           |
| 105                       | Dylan Vandenstorme (BEL)  |                           |
| 106                       | Ward Vanhoof (BEL)        |                           |
| 107                       | Victor Vercouillie (BEL)  |                           |

| Tudor Pro Cycling Team TUD | Tudor Pro Cycling Team TUD     | Tudor Pro Cycling Team TUD |
| -------------------------- | ------------------------------ | -------------------------- |
| Num                        | Coureur                        | Pos                        |
| 111                        | Tom Bohli (SUI)                |                            |
| 112                        | Sebastian Kolze Changizi (DEN) |                            |
| 113                        | Arvid de Kleijn (NED)          |                            |
| 114                        | Lucas Eriksson (SWE)           |                            |
| 115                        | Alexander Kamp (DEN)           |                            |
| 116                        | Joël Suter (SUI)               |                            |
| 117                        | Matteo Trentin (ITA)           |                            |

| Team Coop-Repsol TCR | Team Coop-Repsol TCR          | Team Coop-Repsol TCR |
| -------------------- | ----------------------------- | -------------------- |
| Num                  | Coureur                       | Pos                  |
| 121                  | Anton Stensby (NOR)           |                      |
| 122                  | Magnus Sørbø (NOR)            |                      |
| 123                  | Karsten Larsen Feldmann (NOR) |                      |
| 124                  | Kalle Kvam (NOR)              |                      |
| 125                  | Johan Ravnøy (NOR)            |                      |
| 126                  | Halvor Utengen Sandstad (NOR) |                      |
| 127                  | Daniel Vold (NOR)             |                      |

| Mazowsze Serce Polski MSP | Mazowsze Serce Polski MSP    | Mazowsze Serce Polski MSP |
| ------------------------- | ---------------------------- | ------------------------- |
| Num                       | Coureur                      | Pos                       |
| 131                       | Tomasz Budziński (POL)       |                           |
| 132                       | Konrad Czabok (POL)          |                           |
| 133                       | Jakub Kaczmarek (POL)        |                           |
| 134                       | Tobiasz Pawlak (POL)         |                           |
| 135                       | Michał Pomorski (POL)        |                           |
| 136                       | Maksymilian Radosz (POL)     | AB-2                      |
| 137                       | Franciszek Kaczorowski (POL) |                           |

| Q36.5 Pro Cycling Team Q36 | Q36.5 Pro Cycling Team Q36 | Q36.5 Pro Cycling Team Q36 |
| -------------------------- | -------------------------- | -------------------------- |
| Num                        | Coureur                    | Pos                        |
| 141                        | Jelte Krijnsen (NED)       |                            |

| Parkhotel Valkenburg PHV | Parkhotel Valkenburg PHV | Parkhotel Valkenburg PHV |
| ------------------------ | ------------------------ | ------------------------ |
| Num                      | Coureur                  | Pos                      |
| 142                      | Yanne Dorenbos (NED)     | AB-2                     |
| 143                      | Jesper Rasch (NED)       |                          |
| 144                      | Martijn Rasenberg (NED)  |                          |
| 145                      | Maxime Duba (NED)        |                          |
| 146                      | Nils Sinschek (NED)      |                          |
| 147                      | Luke Verburg (NED)       |                          |

| Airtox-Carl Ras GSH | Airtox-Carl Ras GSH           | Airtox-Carl Ras GSH |
| ------------------- | ----------------------------- | ------------------- |
| Num                 | Coureur                       | Pos                 |
| 151                 | Mads Andersen (DEN)           |                     |
| 152                 | Magnus Bak Klaris (DEN)       |                     |
| 153                 | Mathias Larsen (DEN)          |                     |
| 154                 | Alexander Arnt Hansen (DEN)   |                     |
| 155                 | Daniel Stampe (DEN)           |                     |
| 156                 | Stian Rosenlund Richter (DEN) |                     |
| 157                 | Frederik Bjørn Sørensen (DEN) | AB-2                |

| BHS-PL Beton Bornholm BPC | BHS-PL Beton Bornholm BPC       | BHS-PL Beton Bornholm BPC |
| ------------------------- | ------------------------------- | ------------------------- |
| Num                       | Coureur                         | Pos                       |
| 161                       | Tobias Aagaard Hansen (DEN)     |                           |
| 162                       | Mikkel Øritsland (DEN)          |                           |
| 163                       | Victor Grue Enggaard (DEN)      |                           |
| 164                       | Martin Szokody                  |                           |
| 165                       | Jacob Schebye                   |                           |
| 166                       | Andreas Krogh Jensen            |                           |
| 167                       | Mads-Emil Dupont Hougaard (DEN) |                           |

| ColoQuick TCQ | ColoQuick TCQ                | ColoQuick TCQ |
| ------------- | ---------------------------- | ------------- |
| Num           | Coureur                      | Pos           |
| 171           | Joshua Gudnitz (DEN)         |               |
| 172           | Emil Toudal (DEN)            |               |
| 173           | Nikolaj Mengel (DEN)         |               |
| 174           | Aksel Bech Skot-Hansen (DEN) | AB-5          |
| 175           | Tore Troelsen (DEN)          |               |
| 176           | Simon Bak (DEN)              |               |
| 177           | Pelle Køster (DEN)           |               |

| Danemark DEN | Danemark DEN          | Danemark DEN |
| ------------ | --------------------- | ------------ |
| Num          | Coureur               | Pos          |
| 181          | Anders Foldager       |              |
| 182          | Mathias Norsgaard     | AB-2         |
| 183          | Julius Johansen       |              |
| 184          | Malte Hellerup        |              |
| 185          | Johan Price-Pejtersen | AB-2         |
| 186          | Adam Holm             |              |
| 187          | Kasper Andersen       |              |